# Джон К'юніо (яхтсмен)
Джон К'юніо (англ. John Cuneo, 16 червня 1928 — 2 червня 2020) — австралійський яхтсмен.
Олімпійський чемпіон 1972 року в класі Дракон, учасник 1968 року.